# Saint-Barthélemy (Landes)
Saint-Barthélemy (okzitanisch: Sent Bertomiu) ist eine französische Gemeinde mit 421 Einwohnern (Stand: 1. Januar 2022) im Département Landes in der Region Nouvelle-Aquitaine. Saint-Barthélemy gehört zum Arrondissement Dax und zum Kanton Seignanx. Die Einwohner werden Saint-Barthéléminois genannt.

## Geographie
Saint-Barthélemy liegt etwa 30 Kilometer südwestlich von Dax am Adour, der die südliche Gemeindegrenze bildet. Umgeben wird Saint-Barthélemy von den Nachbargemeinden Saint-André-de-Seignanx im Norden, Biaudos im Norden und Nordosten, Saint-Laurent-de-Gosse im Osten, Urt im Süden und Südosten, Urcuit im Süden sowie Saint-Martin-de-Seignanx im Westen und Nordwesten.

## Bevölkerungsentwicklung
| Jahr      | 1962 | 1968 | 1975 | 1982 | 1990 | 1999 | 2006 | 2018 |
| Einwohner | 138  | 151  | 139  | 156  | 183  | 236  | 325  | 421  |

## Sehenswürdigkeiten

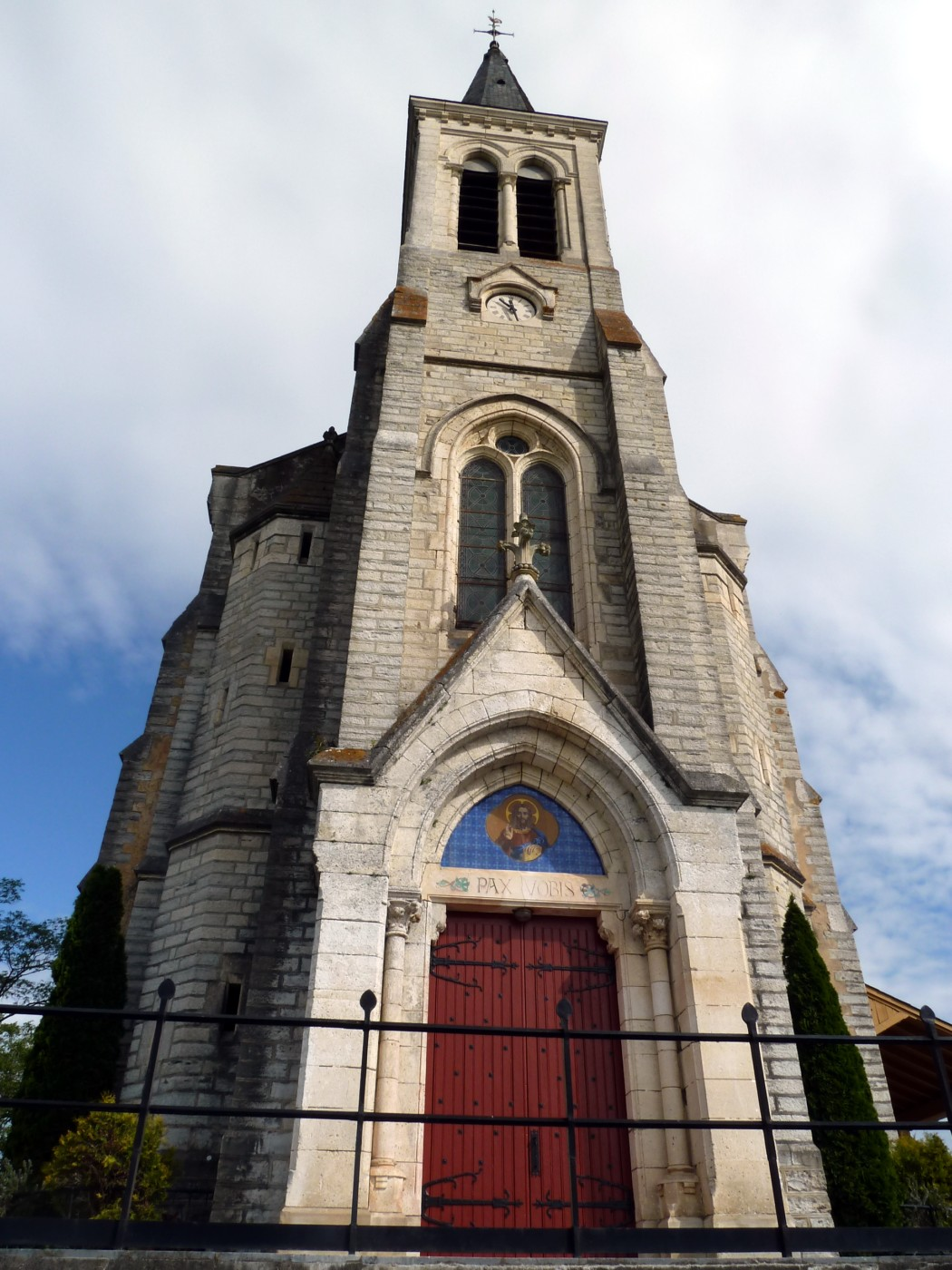
Neue Kirche Saint-Barthélemy

- alte Kirche Saint-Barthélemy, 1299 erstmals erwähnt, 1872 weitgehend zerstört
- neue Kirche Saint-Barthélemy aus dem 19. Jahrhundert
- Priorei Le Paludar